# Um ualade
Um ualade (em árabe: أم ولد; romaniz.: umm walad; lit. "mãe da criança") era o título dado a uma escrava-concubina no mundo muçulmano depois que deu à luz um filho ao seu mestre. Não pôde ser vendida e tornou-se automaticamente livre com a morte de seu mestre. Os filhos de uma um ualade eram livres e considerados filhos legítimos de seu pai, incluindo plenos direitos de nome e herança.